# Стеклов, Олег Иванович
Оле́г Ива́нович Стекло́в (23 июня 1933 — 7 апреля 2016) — советский и российский ученый в области сварки, доктор технических наук, профессор МИНХиГП им. И. М. Губкина, основатель научной школы по физико-химической механике взаимодействия конструкций с технологическими и природными коррозионными средами и технологии изготовления конструкций с учётом эксплуатационных условий.

## Начало биографии
Родился в селе Нушполы Талдомского района Московской области. Его отец, Иван Григорьевич — крестьянин, бухгалтер колхоза, погиб в 1941 году на фронте Великой Отечественной войны. Мать, Александра Николаевна (в девичестве — Фёдорова), работала директором начальной школы. Трудовой стаж Олега был начат с тринадцати лет в колхозе родного села — «Красные всходы».
По окончании средней школы поступил и в 1957 году закончил Московское высшее техническое училище им. Н. Э. Баумана по специальности «Оборудование и технология сварочного производства». После окончания вуза до 1959 года работал на Свердловском заводе «Углемаш» мастером, старшим и главным технологом предприятия. Затем, Олег Иванович возвращается в МВТУ для обучения в аспирантуре ранее выпустившей его кафедры Сварки.

## Научная деятельность
В 1963 году заканчивает аспирантуру и в 1964 году защищает кандидатскую диссертацию по теме «Исследование свойств сварных соединений титановых сплавов применительно к условиям работы в агрессивных средах». Далее, оставшись работать на обучавшей его кафедре, ведёт преподавательскую и научную деятельность в должностях ассистента, доцента, профессора. В период 1966—1967 годов проходит научную стажировку в Федеративной республике Германии в Рейн-Вестфальском техническом университете Ахена. В 1972 году защищает докторскую диссертацию по теме «Стойкость сварных соединений и конструкций при коррозии в напряженном состоянии». С 1981 года переходит на работу в МИНХиГП им. И. М. Губкина, где до 2006 года возглавляет кафедру «Сварки и защиты от коррозии», которая в настоящее время называется «Сварка и мониторинг нефтегазовых сооружений». Кроме того, с 1985 по 1996 годы избирается деканом факультета Инженерной механики этого университета. 60 его учеников стали кандидатами наук, у 14 он был научным консультантом докторских диссертаций.
О. И. Стеклов является признанным специалистом в области прочности и надежности материалов и сварных конструкций, эксплуатирующихся в экологически и коррозионноопасных средах. Он известен как основатель научной школы по физико-химической механике взаимодействия конструкций с технологическими и природными коррозионными средами и технологии изготовления конструкций с учётом эксплуатационных условий.

### Печатные работы
Олег Иванович соавтор более 450 научных работ: тридцати трех монографий, учебников, учебных пособий, брошюр, около ста изобретений. Неоднократно переиздавался в разных республиках СССР его учебник «Основы сварочного производства». Также, к основным могут быть отнесены следующие труды:
- Стойкость материалов и конструкций к коррозии под напряжением. — М.: Машиностроение, 1990.
- Системная надежность трубопроводного транспорта углеводородов. — М.: Недра, 1997.

### Некоторые профессиональные должности
- Действительный член Международной академии наук высшей школы (МАН ВШ) (1994).
- Председатель диссертационного совета университета имени И. М. Губкина.
- Президент Российского научно-технического сварочного общества (РНТСО) (с 1995)[8].
- Член управляющего совета Международного института сварки (с 1995).
- Сопредседатель секции сварки и собственного машиностроения НТС Госстроя РФ (с 1995).
- Член НТС ОАО «Газпром» (с 1995), «Стройтрансгаза» (с 1997), «Спецнефтегаза» (с 2000), «Роснефтегазстроя» (с 1998).
- Главный редактор журнала «Сварщик-профессионал» (с 2002).

### Некоторые награды и почётные звания
Заслуженный деятель науки РФ (1994); лауреат премии Правительства РФ (1998); лауреат премии за лучшую научную работу Минвуза СССР (1986); дважды лауреат премии имени академика И. М. Губкина (1987, 2002); отличник газовой промышленности (1990); награждён знаком Минвуза СССР «За отличные успехи в работе» (1986); почётный работник газовой промышленности (2000).

## Прочая деятельность
Олег Иванович свободно, ещё со времён стажировки в Германии, владел немецким языком. Позже, на разговорном уровне, освоил английский. Из увлечений наибольших успехов он достиг в лыжных гонках. Стал мастером спорта, неоднократным чемпионом Москвы, России и мира среди ветеранов.

## Семья
Жена Олега Ивановича Стеклова — Эльвира Николаевна (до замужества — Зуйкова). Две дочери — Мария и Елена.